# Райнер Брюдерле
Райнер Брюдерле (нім. Rainer Brüderle; нар.22 червня 1945, Берлін) — німецький політик, член Вільної демократичної партії, в 2009–2011 роках міністр економіки і технології.

## Освіта
Вивчав журналістику, право, економіку і політологію в Майнцькому університеті Йоганна Гутенберга. У 1971 році став магістром економіки.

## Трудова і політична діяльність
Після навчання займався викладацькою діяльністю в галузі економічної політики.
1975–1981 — керівник Служби з розвитку економіки і транспорту в Майнці, з 1977 року курирує також питання нерухомості та сільського господарства.
1980–1990 — заступник голови окружного відділення Вільної демократичної партії (ВДП) в Майнці.
1983 — голова відділення ВДП в федеральній землі Рейнланд-Пфальц.
1987–1998 — депутат ландтагу, міністр економіки федеральної землі Рейнланд-Пфальц.
1988–1998 — заступник прем'єр-міністра землі Рейнланд-Пфальц, з 1994 року курирував питання сільського господарства та виноградарства.
1995–2009 — заступник голови ВДП, депутат бундестагу з 1998 року, а також заступник голови фракції ВДП в бундестазі.
1999–2009 — спікер ВДП з економічних питань.
З 28 жовтня 2009 по 12 травня 2011 року — федеральний міністр економіки і технології.
З 10 травня 2011 року голова фракції ВДП в бундестазі.
У березні 2013 затверджений кандидатом на виборах канцлера від ВДП.

## Нагороди
Командор ордена «За заслуги перед Федеративною Республікою Німеччиною».